# Diecezja Sandhurst
Diecezja Sandhurst – diecezja Kościoła rzymskokatolickiego w metropolii Melbourne. Została erygowana 30 marca 1874 roku na terytorium należącym wcześniej do diecezji Melbourne. Zarówno katedra diecezjalna, jak i kuria biskupia, zlokalizowane są w mieście Bendigo.